# Kayonza (distrito)
Kayonza é um dos sete distritos da Província do Este, no Ruanda.